# ハンス＝ヨアヒム・ヤープス
ハンス＝ヨアヒム・ヤープス（Hans-Joachim Jabs、1917年 11月14日 - 2003年10月26日）は、第二次世界大戦時のドイツ空軍の昼間と夜間戦闘機の双方でのエース・パイロットである。ヤープスの50機の撃墜は、駆逐戦闘機や夜間戦闘機といった様々な型のメッサーシュミット Bf110により記録された。

## 履歴
1917年にリューベックで生まれたヤープスは、1937年にドイツ空軍に入隊した。当初はメッサーシュミット Bf109戦闘機のパイロットとして訓練を受けたが、1940年3月にメッサーシュミット Bf110を装備する第76駆逐航空団（ZG 76）に配属された。
ZG 76/第II飛行隊に所属してヤープスは、1940年半ばにフランス上空で4機のフランスの航空機とイギリス空軍の戦闘機を撃墜した。その後バトル・オブ・ブリテン期間中にイギリス本土上空に進出した。より機敏なイギリス空軍機に対して脆弱なBf 110は甚大な被害を出したが、ヤープスは8機のスピットファイアとハリケーンを撃墜した。その年が終わる頃には16機を撃墜して撃墜数トップクラスの「駆逐機」パイロットになっていた。
1941年にBf 110部隊の大多数は昼間戦闘から引き揚げられ、ヤープスは夜間戦闘と本土防衛任務に転換された。1941年10月に再訓練を受け、港湾とドイツ海軍の軍事施設を防衛するためにハンブルクに駐屯する第3夜間戦闘航空団（NJG 3）に配属された。撃墜の機会はなかなかなかったが、1942年6月にようやく1機を撃墜し、11月には第1夜間戦闘航空団（NJG 1）/第IV飛行隊に異動した。1944年1月までにヤープスは45機撃墜を記録し、3月にNJG 1の戦闘航空団司令に就任した。
1944年4月29日にヤープスのBf 110-Gが日中に飛行試験をしているとジェフリー・ペイジ少佐（15機撃墜のエース）に率いられた英第132飛行隊所属の6機のスピットファイアに捕捉された。スピットファイア機が高速になり過ぎたところをR・B・プリン（R. B. Pullin）少尉操縦の1機を撃墜し、プリン機は炎に包まれ落下していきパイロットは死亡した。次にJ・J・コールトン少尉（J.J. Caulton）のもう1機のスピットファイアがヤープスに対し正対攻撃を仕掛けてきたが、Bf 110の前方向きの重武装が効果を発揮して被弾したスピットファイアは滑空状態でデーレン空軍基地に胴体着陸した。それからヤープスは意表を突く強行着陸を敢行し、機銃掃射で自機が破壊される前に素早く上空カバーの緊急迎撃態勢を指揮した。
ハンス＝ヨアヒム・ヤープスは1944年3月24日に柏葉付騎士鉄十字章を授与され、戦争終結までNJG 1の戦闘航空団司令を務めた。最終階級は中佐で、50機の撃墜記録のうち22機は昼間にBf 110よりも遥かに優れた連合軍戦闘機に対する戦果であった。ヤープスは総計710回の作戦任務に出撃した。
戦後ヤープスはヴェストファーレンで会社員となった。「戦闘機パイロット協会」（Gemeinschaft der Jagdflieger）の副会長も務めた。

## 受勲
- 空軍名誉杯（1943年3月23日）[2]
- 鉄十字章（1939）
  - 2級 （1940年5月15日）[3]
  - 1級 （1940年5月28日）[3]
- ドイツ十字章金章（1943年8月31日）：第1夜間戦闘航空団（NJG 1）/第11飛行中隊の大尉として[4]
- 柏葉付騎士鉄十字章
  - 騎士鉄十字章（1940年10月1日）：第76駆逐航空団（ZG 76）/第2飛行中隊の中尉として[5]
  - 柏葉 第430号（1944年3月24日）：第1夜間戦闘航空団／第IV飛行隊の飛行隊長の大尉として[5]

## 参照
出典
1. 1 2  Williamson 1989, p. 122.
2. ↑  Obermaier 1989, p. 62.
3. 1 2  Thomas 1997, p. 318.
4. ↑  Patzwall and Scherzer 2001, p. 205.
5. 1 2  Scherzer 2007, p. 415.

参考文献
- Drewes, Martin (2002). Sombras da noite. Rio de Janeiro: Adler Editora. ISBN 85-89015-02-5.
- Fellgiebel, Walther-Peer (2000). Die Träger des Ritterkreuzes des Eisernen Kreuzes 1939-1945 (in German). Podzun-Pallas. ISBN 3-7909-0284-5.
- Obermaier, Ernst (1989). Die Ritterkreuzträger der Luftwaffe Jagdflieger 1939 - 1945 (in German). Mainz, Germany: Verlag Dieter Hoffmann. ISBN 3-87341-065-6.
- Patzwall, Klaus D. and Scherzer, Veit (2001). Das Deutsche Kreuz 1941 - 1945 Geschichte und Inhaber Band II. Norderstedt, Germany: Verlag Klaus D. Patzwall. ISBN 3-931533-45-X.
- Schaulen, Fritjof (2004). Eichenlaubträger 1940 - 1945 Zeitgeschichte in Farbe II Ihlefeld - Primozic (in German). Selent, Germany: Pour le Mérite. ISBN 3-932381-21-1.
- Scherzer, Veit (2007). Die Ritterkreuzträger 1939–1945 Die Inhaber des Ritterkreuzes des Eisernen Kreuzes 1939 von Heer, Luftwaffe, Kriegsmarine, Waffen-SS, Volkssturm sowie mit Deutschland verbündeter Streitkräfte nach den Unterlagen des Bundesarchives (in German). Jena, Germany: Scherzers Miltaer-Verlag. ISBN 978-3-938845-17-2.
- Thomas, Franz (1997). Die Eichenlaubträger 1939–1945 Band 1: A–K (in German). Osnabrück, Germany: Biblio-Verlag. ISBN 3-7648-2299-6.
- Toliver, Raymond & Constable, Trevor, 1979. Horrido!. Bantam Books.
- Williamson, Gordon. Aces of the Reich. London: Arms and Armour, 1989. ISBN 0-85368-986-5.